# لي كوان
لي كوان هو مخرج وممثل هونغ كونغي، ولد في 18 فبراير 1930 في الصين، وتوفي في 12 مارس 2008 في تايوان بسبب نوبة قلبية.

## وصلات خارجية
- لي كوان على موقع IMDb (الإنجليزية)
- لي كوان على موقع ألو سيني (الفرنسية)
- لي كوان على موقع أول موفي (الإنجليزية)
- لي كوان على موقع قاعدة بيانات الفيلم (الإنجليزية)
- لي كوان على موقع كينوبويسك (الروسية)